# كولهوني (حسينية انديمشك)
کولهوني (بالفارسية: کولهونی) هي قرية تقع في إيران في قسم حسینیة الريفي. يقدر عدد سكانها بـ 27 نسمة .